# Austrasiatica sakuraii
Austrasiatica sakuraii is een slakkensoort uit de familie van de Cypraeidae. De wetenschappelijke naam van de soort is voor het eerst geldig gepubliceerd in 1970 door Habe.